# 里奥齐纽
里奥齐纽是巴西南大河州的一个市镇。总面积239.34平方公里，总人口4422人，人口密度18.5人/平方公里。